# Saison 5 de The Good Wife
Chronologie
Saison 4 Saison 6
Cet article présente le guide des épisodes de la cinquième saison de la série télévisée américaine The Good Wife.

## Distribution

### Acteurs principaux
- Julianna Margulies (VF : Hélène Chanson) : Alicia Florrick
- Christine Baranski (VF : Pauline Larrieu) : Diane Lockhart
- Josh Charles (VF : Cyrille Monge) : Will Gardner (jusqu'à l'épisode 16)
- Archie Panjabi (VF : Karine Texier) : Kalinda Sharma
- Matt Czuchry (VF : Sébastien Desjours) : Cary Agos
- Makenzie Vega (VF : Leslie Lipkins) : Grace Florrick
- Graham Phillips (VF : Maxime Baudoin) : Zach Florrick
- Alan Cumming (VF : Pierre Tessier) : Eli Gold
- Zach Grenier (VF : Denis Boileau) : David Lee[1]
- Matthew Goode (VF : Franck Monsigny) : Finn Polmar[2] (à partir de l'épisode 15)

### Acteurs récurrents
- Chris Noth (VF : Gabriel Le Doze) : Peter Florrick
- Mary Beth Peil (VF : Monique Martial) : Jackie Florrick (épisodes 4, 10 et 22)
- Carrie Preston (VF : Véronique Alycia) : Elsbeth Tascioni (épisodes 4 et 14)
- Melissa George (VF : Laurence Dourlens) : Marilyn Garbanza[3] (épisodes 1 à 13)
- Ben Rappaport (VF : Thierry D'Armor) : Carey Zepps[4]
- Jeffrey Tambor (VF : Gérard Darier) : Juge Kluger[5] (épisodes 1, 2, 9 et 13)
- Talia Balsam : Anne Stevens[6] (épisodes 3 et 11)
- John Noble : Matthew Ashbaugh[7] (épisode 10)
- Jason O'Mara (VF : Guillaume Lebon) : Damian Boyle[8]
- Rita Wilson : Viola Walsh (épisode 4)
- Stockard Channing (VF : Julie Carli) : Veronica Loy, la mère d'Alicia
- Jess Weixler (VF : Marie-Eugénie Maréchal) : Robyn Burdine
- Mike Colter : Lemond Bishop
- Victor Garber : Juge Spencer[9] (épisode 12)
- Hunter Parrish (VF : Donald Reignoux) : Jeffrey Grant[10] (épisodes 7, 15 et 16)
- Jordana Spiro (VF : Stéphanie Hédin) : Détective Jenna Villette[11]
- Jack Davenport : assistant U.S. attorney Frank Asher[12] (épisode 13)
- Eric Bogosian (VF : Stéfan Godin) : Nelson Dubek, agent in the Office of Public Integrity[13] (épisodes 13 à 15)
- Michael J. Fox (VF : Luq Hamet) : Louis Canning[14] (épisodes 17 à 22)
- John Leguizamo : Cook County State's Attorney[15] (rôle remplacé)
- Michael Cerveris (VF : Yann Guillemot) : James Castro[16]
- Laura Benanti (VF : Marie Zidi) : Renata Ellard, fiancée de Colin Sweeney[17] (épisode 19)

## Casting
Le 28 juin 2013, Juliet Rylance décroche le rôle de Holly et a tourné des scènes pour le premier épisode qui ont été coupées au montage. À la mi-octobre, son rôle (ainsi que l'histoire) a été supprimé.
L'acteur Josh Charles quitte la série lors de l'épisode 15. Un nouvel acteur intègre la distribution, il s'agit de Matthew Goode. Ce changement a choqué les fans.

## Épisodes

### Épisode 1:Les Meilleures choses ont une fin
- États-Unis /  Canada : 29 septembre 2013 sur CBS / Global
- France : 13 avril 2014 sur Téva[21]

- États-Unis : 9,15 millions de téléspectateurs[22] (première diffusion)

- Chris Noth (Peter Florrick)
- Jess Weixler (Robyn Burdine)
- Barry Scheck (lui-même)
- Michael Pemberton (Warden Barkin)
- Renee Elise Goldsberry (Geneva Pine)
- Malik Yoba (Eddie)
- Morocco Omari (Greg)
- Amy Warren (Monica)
- Ben Rappaport (Carey Zepps)
- Melissa George (Marilyn)
- Jeffrey Tambor (juge Kluger)
- Molly Price (Lena)
- Andy Striph (stagiaire)
- Angela Reed (Joan)
- Desmin Borges (en) (Danny)
- Maddie Corman (Laura)
- Jon Shaver (Agent Franklin)

### Épisode 2:Big Brother
- États-Unis /  Canada : 6 octobre 2013 sur CBS / Global
- France : 13 avril 2014 sur Téva[21]

- États-Unis : 9,23 millions de téléspectateurs[23] (première diffusion)

- Chris Noth (Peter Florrick)
- Stockard Channing (Veronica)
- John Benjamin Hickey (Neil Gross)
- Jenna Gavigan (Deborah)
- Jack Carpenter (Patrick Edelstein)
- Jeffrey DeMunn (Chief Justice Ryvlan)
- Dreama Walker (Becca)
- Rachel Hilson (Nisa)
- Miriam Shor (Mandy Post)
- Ben Rappaport (Carey Zepps)
- Jeffrey Tambor (juge Kluger)
- Tobias Segal (en) (Tyler Hopkins)
- Zach Woods (Jeff Dellinger)
- Brennan Brown (AUSA Robert Hortense)
- John Leonard Thompson (NSA General Counsel Garber)
- Michael Kostroff (Charles Froines)
- Merwin Goldsmith (Simon)
- Chester Jones III (Campus Police Officer)
- Vanessa Wasche (Diane's Assistant)

Neil Gross, fondateur du moteur de recherche Chumhum sous le coup d’une ordonnance, intente un procès à la NSA, avec l’aide d’Alicia et Cary, afin de pouvoir informer les utilisateurs qu’il n’a pas transmis leurs messages privés au gouvernement américain.
La NSA continue la mise sous écoute du cabinet Lockhart & Gardner ce qui débouche sur l’extension de la surveillance à la résidence du nouveau gouverneur de l’Illinois (Peter Florrick).
Eli Gold demande à Diane Lockhart qu’elle s’explique publiquement contre le passé de Will Gardner, afin d’avoir l’appui du président de la cour au poste vacant de juge de la cour suprême de l’Illinois.

### Épisode 3:Le Temps presse
- États-Unis /  Canada : 13 octobre 2013 sur CBS / Global
- France : 20 avril 2014 sur Téva[21]

- États-Unis : 8,46 millions de téléspectateurs[24] (première diffusion)

- Chris Noth (Peter Florrick)
- Peter Gerety (juge Stanek)
- Jerry Adler (Howard Lyman)
- Jess Weixler (Robyn Burdine)
- Jeffrey DeMunn (Chief Justice Ryvlan)
- Ben Rappaport (Carey Zepps)
- Melissa George (Marilyn Garbanza)
- Julienne Hanzelka Kim (New Assistant)
- Talia Balsam (Anne Stevens)
- Janel Moloney (Kathy)
- Genevieve Angelson (Tara)
- Jordan Lage (Dr Tuft)
- C.J. Wilson (Brian)
- Christian Borle (Carter)
- Karen Pittman (Dr Serling)
- J.T. O'Connor (Daniel)
- Rebecca Eichenberger (Amber)
- P.J. Griffith (Cam)
- Phillip Ettinger (Michael)

Diane Lockhart prend son courage à deux mains et se dirige vers le bureau de son associé Will Gardner, afin de lui annoncer qu’elle a parlé à la journaliste Mandy Post du vol des 45 000 $ par Will.
À la suite de cette interview préjudiciable, Will Gardner et les associés se réunissent pour mettre Diane Lockhart dehors du cabinet.
Alicia défend les droits d’une jeune mère porteuse qui refuse d’avorter malgré l’annonce d’une anomalie congénitale du fœtus, David Lee, flairant une erreur de l’hôpital, se joint à l’affaire.

### Épisode 4:Havre de guerre
- États-Unis /  Canada : 20 octobre 2013 sur CBS / Global
- France : 20 avril 2014 sur Téva[21]

- États-Unis : 8,99 millions de téléspectateurs[25] (première diffusion)

- Mary Beth Peil (Jackie Florrick)
- Sonja Sohn (Sonya)
- Gary Cole (Kurt McVeigh)
- Carrie Preston (Elsbeth Tascioni)
- Rita Wilson (Viola Walsh)
- Nicole Roderick (Nora)
- Jerry Adler (Howard Lyman)
- Ben Rappaport (Carey Zepps)
- Bhavesh Patel (Anthony Wright Edelman)
- Tracee Chimo (Chrissy)
- Helen Carey (Francesca)
- Robert Klein (Lyle)
- Bethany Hotchkiss (Lacey)
- Dan Lauria (Ronnie)
- Matt Wall (Silver Sneakers Instructor)
- Hallie Cooper-Novack (Jeannie)
- Erin Dilly (Joely)
- Michael Mellamphy (Man in a Tux)

### Épisode 5:En mode commando
- États-Unis /  Canada : 27 octobre 2013 sur CBS / Global
- France : 27 avril 2014 sur Téva[21]

- États-Unis : 9,35 millions de téléspectateurs[26] (première diffusion)

- John Benjamin Hickey (Neil Gross)
- Kenneth Tigar (juge Cook)
- Jess Weixler (Robyn Burdine)
- Jerry Adler (Howard Lyman)
- Robbie Collier Sublett (John Gaultner)
- Victoria Mack (Beth Ferretti)
- Greg Hildreth (Gary)
- Nathan Stark (Process Server)
- Ben Rappaport (Carey Zepps)
- Bhavesh Patel (Anthony Wright Edelman)
- Erin Diller (Joely)
- Tonya Glanz (Candace)
- Dan Ziskie (Steve)

### Épisode 6:Tous les coups sont permis
- États-Unis /  Canada : 3 novembre 2013 sur CBS / Global
- France : 27 avril 2014 sur Téva[21]

- États-Unis : 10,22 millions de téléspectateurs[27] (première diffusion)

- Renee Elise Goldsberry (Geneva Pine)
- Mamie Gummer (Nancy Crozier)
- Gary Cole (Kurt McVeigh)
- Stepanie Kurtzuba (Olivia)
- Edward Herrmann (Lionel Deerfield)
- Jess Weixler (Robyn Byrdine)
- Melissa George (Marilyn Garbanza)
- Ben Rappaport (Carey Zepps)
- Bhavesh Patel (Anthony Wright Edelman)
- Hannah Leigh Sorenson (Isabel)
- Maria Dizzia (Heather)
- Richard Kind (juge Davies)
- Vanessa Wasche (Gina)

### Épisode 7:La Semaine suivante
- États-Unis /  Canada : 10 novembre 2013 sur CBS / Global
- France : 4 mai 2014 sur Téva[21]

- États-Unis : 10,26 millions de téléspectateurs[28] (première diffusion)

- Renee Elise Goldsberry (Geneva Pine)
- Dallas Roberts (Owen)
- Nathan Lane (Clarke Hayden)
- Jerry Adler (Howard Lyman)
- Vincent Curatola (juge Politi)
- Ben Rappaport (Carey Zepps)
- Bhavesh Patel (Anthony Wright Edelman)
- Nathan Stark (Process Server)
- Christian Borle (Carter Schmidt)
- Hunter Parrish (Jeffrey Grant)
- Roderick Hill (Patrolman Harris)
- Max Von Essen (Stephan)
- Derek Smith (Jim)
- Joshua Kobak (Anderson)
- Josh Green (Drew)
- Flor De Liz Perex (Receptionist)

### Épisode 8:Politiquement correct
- États-Unis /  Canada : 17 novembre 2013 sur CBS / Global
- France : 4 mai 2014 sur Téva[21]

- États-Unis : 9,72 millions de téléspectateurs[29] (première diffusion)

- America Ferrera (Natalie Flores)
- Jerry Adler (Howard Lyman)
- Jess Weixler (Robyn Burdine)
- Ben Rappaport (Carey Zepps)
- Melissa George (Marilyn Garbanza)
- Bhavesh Patel (Anthony Wright Edelman)
- Hannah Leigh Sorenson (Isabel)
- Flor De Liz Perez (Receptionist)
- Johnny Garcia (Tomas)
- Adyana De La Torre (Elena)
- Jeremy Shamos (Karl)
- Dominic Comperatore (DEA Agent Thorburn)
- Sean Haberle (Alvin)
- Roxanne Day (Christina)
- Julian Gamble (juge Reardon)
- Jackie Hoffman (juge Felletti)
- James LeGros (juge Tolkin)
- Christina Rouner (Estelle)
- AJ Cedeno (Consulate Worker)

### Épisode 9:Un fil à la patte
- États-Unis /  Canada : 24 novembre 2013 sur CBS / Global
- France : 11 mai 2014 sur Téva[21]

- États-Unis : 9,7 millions de téléspectateurs[30] (première diffusion)

- Jerry Adler (Howard Lyman)
- Jess Weixler (Robyn Burdine)
- Robbie Collier Sublett (John Gaultner)
- Jeffrey Tambor (juge Kluger)
- Leslie Silva (Elizabeth)
- Kia Joy Goodwin (Sondra)
- Haaz Sleiman (Zayeed)
- Joseph Sikora (Agent Norwich)
- Sean Dougherty (Agent Anderson)
- T. Ryder Smith (AUSA Figgs)
- Jason O'Mara (Damian Boyle)
- Mary Stuart Masterson (Rachel)
- Ti Mewing (Darryl)
- Lesley Shires (Renata)
- Bill Cwikowski (Ronald)
- Jamie Harrold (Grant)

### Épisode 10:L'Arbre de décision
- États-Unis /  Canada : 1er décembre 2013 sur CBS / Global
- France : 11 mai 2014 sur Téva[21]

- États-Unis : 10,42 millions de téléspectateurs[31] (première diffusion)

- Chris Noth (Peter Florrick)
- Mary Beth Peil (Jackie Florrick)
- Stockard Channing (Veronica Loy)
- Jess Weixler (Robyn Burdine)
- Kurt Fuller (juge Dunaway)
- Jason O'Mara (Damian Boyle)
- Melissa George (Marilyn Garbanza)
- Nathan Lane (Clarke Hayden)
- Donna Brazile (elle-même)
- Hannah Sorenson (Isabel)
- Kia Joy Goodwin (Sondra)
- John Noble (Matthew Ashbaugh)
- Mike Colter (Lemond Bishop)
- Kate Hodge (Lila Ashbaugh)
- Leigh Ann Larkin (Paula)
- Jordana Spiro (Det. Jenna Villette)

### Épisode 11:Goliath et David
- États-Unis /  Canada : 5 janvier 2014 sur CBS / Global
- France : 18 mai 2014 sur Téva[21]

- États-Unis : 9,24 millions de téléspectateurs[32] (première diffusion)

- Jason O'Mara (Damian Boyle)
- Jess Weixler (Robyn Burdine)
- Bhavesh Patel (Anthony Wright Edelman)
- Melissa George (Marilyn Garbanza)
- Jerry Adler (Howard Lyman)
- Dominic Chianese (Juge Marx)
- F. Murray Abraham (Butl Preston)
- Jordana Spiro (Det. Jenna Villette)
- Charles Malik Whitfield (Rebel Kane)
- Eric Sheffer Stevens (Pete)
- Kevin Cahoon (en) (Noel)
- Matthew Lillard (Rowby)
- Christopher Fitzgerald (Marshal)
- Alan Cox (Douglas)
- Ernie Sabella (Murray)
- Stephanie DiMaggio (Liv)
- Talia Balsam (Anne)
- Will Taylor (Drama Camp Actor)
- Nicole Roderick (Nora)
- Flor De Liz Perez (Receptionist)

### Épisode 12:Double jeu
- États-Unis /  Canada : 12 janvier 2014 sur CBS / Global
- France : 18 mai 2014 sur Téva[21]

- États-Unis : 9,85 millions de téléspectateurs[33] (première diffusion)

- Renee Elise Goldsberry (Geneva Pine)
- Chris Butler (Matan Brody)
- Skipp Sudduth (Jim Moody)
- Victor Garber (Juge Spencer)
- Jason O'Mara (Damian Boyle)
- Jess Weixler (Robyn Burdine)
- Bhavesh Patel (Anthony Wright Edelman)
- Melissa George (Marilyn Garbanza)
- Ashley Williams (Christina)
- Carra Patterson (Bartender)
- Slate Holmgren (Ryan)
- Bernardo Cubria (Abel)
- John Cariani (Stuart)
- Daniel Johnson (Benjamin)
- Tom Skerritt (James Paisley)
- Jose Ramon Rosario (Harris the Sheriff)
- Josh Pais (Howard)
- Jen Ponton (Emily)
- Auden Thornton (Darla)
- Michael McCormick (Al)

### Épisode 13:Les Constructions parallèles
- États-Unis /  Canada : 9 mars 2014 sur CBS / Global
- France : 25 mai 2014 sur Téva[21]

- États-Unis : 8,94 millions de téléspectateurs[35] (première diffusion)

- Jess Weixler (Robyn Burdine)
- Mike Colter (Lemond Bishop)
- Melissa George (Marilyn Garbanza)
- Nathan Lane (Clarke Hayden)
- Jerry Adler (Howard Lyman)
- Jeffrey Tambor (juge George Kluger)
- Maulik Pancholy (Dev Jain)
- Michael Kostroff (Mr. Charles Froines)
- Tobias Segal (en) (Tyler Hopkins)
- Wallace Shawn (Charles Lester)
- Rosie Benton (AUSA Victoria Alvarez)
- Jack Davenport (AUSA Frank Asher)
- Eric Bogosian (Nelson Dubek)
- Marta Reiman (Gabs)
- Charlie Pollock (Det. Gifford)
- Matthew Rauch (DEA Agent Lee Cheswick)
- Kim Director (Angela Moretti)
- Kristoffer Cusick (Sheriff)

### Épisode 14:Le Discours d'une reine
- États-Unis /  Canada : 16 mars 2014 sur CBS / Global
- France : 25 mai 2014 sur Téva[21]

- États-Unis : 8,43 millions de téléspectateurs[36] (première diffusion)

- Carrie Preston (Elsbeth Tascioni)
- Nathan Lane (Clarke Hayden)
- Skipp Sudduth (Jim Moody)
- Cady Huffman (Marina Vassal)
- Jeremiah Wiggins (Howard Acocella)
- Polly Draper (Lorainne Joy)
- Jill Hennessy (Rayna Hecht)
- Tim McGeever (Moderator)
- Nestor Rodriguez (Cute Bear)
- Eric Bogosian (Nelson Dubeck)
- Bill de Blasio (lui-même)

### Épisode 15:Une véritable tragédie
- États-Unis /  Canada : 23 mars 2014 sur CBS / Global
- France : 1er juin 2014 sur Téva[21]

- États-Unis : 9,12 millions de téléspectateurs[37] (première diffusion)

- Hunter Parrish (Jeffrey Grant)
- Matthew Goode (Finn Polmar)
- Eric Bogosian (Nelson Dubeck)
- Max Von Essen (Stephen Delaney)
- Vincent Curatola (Juge Tommy Politi)
- Felix Solis (Det. Rodriguez)
- Peter Ashton Wise (Ned Grant)
- Elliot Villar (Dr Ian Vail)
- Eisa Davis (Dr Alison Sugar)
- Olivia Oguma (Nurse Yakich)
- Shauna Miles (Sheriff Hardy)
- Matte Osian (Sheriff Lang)
- Ross Degraw (Sheriff)
- Jake O'Connor (Brian)
- Gisela Chipe (Loredana)
- Barbara Christie (Suzi Grant)
- Will Vought (Comedian)
- Kia Joy Goodwin (Sondra)

### Épisode 16:Le Dernier appel
- États-Unis /  Canada : 30 mars 2014 sur CBS / Global
- France : 7 décembre 2014 sur Téva[21]

- États-Unis : 10,96 millions de téléspectateurs[38] (première diffusion)

- Chris Noth (Peter Florrick)
- Hunter Parrish (Jeffrey Grant)
- Matthew Goode (Finn Polmar)
- Jerry Adler (Howard Lyman)
- Jordana Spiro (dét. Jenna Villette)
- Vincent Curatola (juge Tommy Politi)
- Tonya Glanz (Candace Frawley)
- Aaron Lazar (en) (William Sattmann)
- Becky Ann Baker (Alma Hoff)
- Joe Urla (Kurt)
- Julienne Hanzelka Kim (Diane's Assistant)
- John Bedford Lloyd (Bob Klepper)
- Matte Osian (Sheriff Hoch)
- Allie Gallerani (Gail the Intern)
- Suzy Jane Hunt (Maria)
- James McDaniel (dét. Lou Johnson)
- Will Chase (dét. Doug Young)
- Will Vought (Comedian)
- Sean Phillips (Guard)
- Michael Hobbs (Dr Brian Levine)

### Épisode 17:Les Dames en noir
- États-Unis /  Canada : 13 avril 2014 sur CBS / Global
- France : 7 décembre 2014 sur Téva[21]

- États-Unis : 9,83 millions de téléspectateurs[39] (première diffusion)

- Chris Noth (Peter Florrick)
- Ben Rappaport (Carey Zepps)
- Jason O'Mara (Damian Boyle)
- Peter Ashton Wise (Ned Grant)
- Jordana Spiro (Det. Jenna Villette)
- Anne Marsen (Jennifer)
- Charlie Pollock (Det. Gifford)
- Kia Joy Goodwin (Sondra)
- Donna Murphy (juge Alice Adelson)
- Michael Cerveris (James Castro)
- Reg Rogers (Asher Mercer)
- Sarah Wynter (Carol Mercer)
- Donovan Christie Jr. (Anthony)

### Épisode 18:Fusion
- États-Unis /  Canada : 20 avril 2014 sur CBS / Global
- France : 7 décembre 2014 sur Téva[21]

- États-Unis : 9,15 millions de téléspectateurs[40] (première diffusion)

- Chris Noth (Peter Florrick)
- Nathan Lane (Clarke Hayden)
- Michael J. Fox (Louis Canning)
- Michael Boatman (Julius Cain)
- Chris Butler (Matan Brody)
- Zach Woods (Jeff Dellinger)
- Tobias Segal (en) (Tyler Hopkins)
- Michael Kostroff (Charles Froines)
- Michael Urie (Stephen Dinovera)
- Haynes Thigpen (Jonathan Mattis)
- Mark Price (Administrative Law Judge Sam Leborde)
- John Leonard Thompson (NSA General Counsel Roger Garber)
- Brian Keane (Polygraph Expert)
- Michael Cerveris (James Castro)

### Épisode 19:La Corde au cou
- États-Unis /  Canada : 27 avril 2014 sur CBS / Global
- France : 14 décembre 2014 sur Téva[21]

- États-Unis : 9,33 millions de téléspectateurs[41] (première diffusion)

- Chris Noth (Peter Florrick)
- Dylan Baker (Colin Sweeney)
- Dallas Roberts (Owen Cavanaugh)
- Michael Cerveris (James Castro)
- Jane Alexander (juge Suzanne Morris)
- James McDaniel (dét. Lou Johnson)
- Laura Benanti (Renata Ellard)
- Jenn Gambatese (Morgan Donnelly)
- Owiso Odera (Demetrius Rowe)
- Katie Jennings Grant (Dr Natalie Henley)

### Épisode 20:Une journée off
- États-Unis /  Canada : 4 mai 2014 sur CBS / Global
- France : 14 décembre 2014 sur Téva[21]

- États-Unis : 8,98 millions de téléspectateurs[42] (première diffusion)

- Michael J. Fox (Louis Canning)
- Michael Cerveris (James Castro)
- Stockard Channing (Veronica Loy)
- Robert Klein (Lyle Pollard)
- Christopher Imbrosciano (Robbie Pollard)
- Laura Campbell (Corsica Dinnerstein)
- Nestor Carbonell (Daniel Irwin)
- Stephanie Kurtzuba (Olivia Beck)
- Murray Bartlett (Logan)
- Miriam Shor (Mandy Post)
- Charlie Pollock (Det. Gifford)
- Jerry Adler (Howard Lyman)

### Épisode 21:Le Grand échiquier
- États-Unis /  Canada : 11 mai 2014 sur CBS / Global
- France : 21 décembre 2014 sur Téva[21]

- États-Unis : 8,73 millions de téléspectateurs[43] (première diffusion)

- Chris Noth (Peter Florrick)
- Michael J. Fox (Louis Canning)
- David Fonteno (juge Robert Parks)
- Tom Skerritt (James Paisley)
- Jill Hennessy (Rayna Hecht)
- Michael Cerveris (James Castro)
- Jerry Adler (Howard Lyman)
- Merwin Goldsmith (Simon Fishbein)
- Katie Paxton (Lauren Lytton)
- Sydney James Harcourt (Steven Lewis)
- Joe Holt (Donald Pearl)
- Jacqueline Antaramian (Marcy Economus)
- Anne Lange (Fund Manager)
- Steven Hauck (Fund Manager #2)
- Ryan Garbayo (Server)
- Jennifer Restivo (PR Consultant)

### Épisode 22:Tout est si compliqué
- États-Unis /  Canada : 18 mai 2014 sur CBS / Global
- France : 21 décembre 2014 sur Téva[21]

- États-Unis : 9,14 millions de téléspectateurs[44] (première diffusion)

- Chris Noth (Peter Florrick)
- Mary Beth Peil (Jackie Florrick)
- Michael J. Fox (Louis Canning)
- Nathan Lane (Clarke Hayden)
- Michael Boatman (Julius Cain)
- Ben Rappaport (Carey Zepps)
- Stockard Channing (Veronica Loy)
- Jerry Adler (Howard Lyman)
- Christian Borle (Carter Schmidt)
- Megan Ketch (Deena Lampard)
- Jill Abramovitz (Yulia)
- Flor De Liz Perez (Bonnie)
- Jess Weixler (Robyn Burdine)